# Mojmír Petráň
Mojmír Petráň (28. března 1923 Praha – 13. srpna 2022) byl český odbojář, lékař, vědecký pracovník, vynálezce, překladatel a vysokoškolský pedagog.

## Život
Vyrůstal na Žižkově, vystřídal zde asi tři obecné školy. Poté nastoupil na gymnázium ve Dvořákově ulici v Praze, kde v roce 1942 odmaturoval. V té době jej spolužák přivedl do ilegální organizace Hnutí za svobodu.

### Působení v odboji
Načerno začal stavět přijímače pro zachycení zahraničního vysílání. Do roku 1945 pracoval ve fabrice ve Kbelích u Prahy, kde se vyráběly telekomunikační stroje pro Wehrmacht. Aktivně se účastnil bojů při Pražském povstání. Na konci války vítal Rudou armádu. V létě roku 1945 začal studovat medicínu na 1. lékařské fakultě Univerzity Karlovy v Praze. Za své působení v odboji byl vyznamenán Československou medailí Za zásluhy II. stupně.

## Vědecká a pedagogická práce
V padesátých letech se na Fyziologickém ústavu ČSAV zabýval elektrofyziologií. V roce 1960 se habilitoval v oboru lékařské fyziky na Lékařské fakultě v Plzni prací na téma hledání jiných než elektrických projevů nervového a svalového vzruchu.
Počátkem 60. let byl na studijním pobytu v USA a idea konfokálního mikroskopu ho napadla až těsně před odjezdem domů. První prototyp mikroskopu na bázi rotujícího Nipkowova kotouče zkonstruoval spolu s Milanem Hadravským v Plzni roku 1965 a patentoval roku 1967. Jako světelný zdroj využil slunce v astronomické observatoři na Lomnickém štítě a poprvé pozoroval silné rostlinné a živočišné tkáně v dostatečném rozlišení. Koncem 60. let obhájil profesuru na lékařské fakultě. V letech 1960–1971 vedl Ústav biofyziky LF UK v Plzni. Jeho konfokální mikroskop s dvojitým řádkováním znamenal převrat v mikroskopických technikách a přispěl k rozvoji molekulární buněčné biologie. V období Pražského jara se přidal k reformátorům komunistického režimu. Roku 1970 ztratil vedoucí postavení na plzeňské lékařské fakultě a ve vývoji mikroskopu pokračoval jako řadový vědecký pracovník. Za normalizace spolu s Hadravským vyrobil v nevyhovujících podmínkách podomácku mikroskopy, které byly exportovány do USA, Velké Británie nebo Koreje. Po roce 1989 byl jmenován řádným profesorem pro obor biofyzika.
Je spoluautorem knihy Electrophysiological Methods in Biological Research (1967). Je autorem řady odborných a vědeckých prací.
Žil se svou manželkou v Plzni na Roudné, věnoval se překladům poezie a odborných publikací z latinského jazyka.

## Vyznamenání a ocenění
- Československá medaile Za zásluhy II. stupně.
- Čestný člen britské Královské mikroskopické společnosti v Oxfordu.
- Člen Učené společnosti ČR (od roku 2004)[12]
- Medaile za zásluhy II. stupně (2005).[13][14]
- Titul Plzeňská ikona 2012.[15]
- Medaile nadace Nadání Josefa, Marie a Zdeňky Hlávkových (2018).[16]